# 鏡美洲鱥
鏡美洲鱥（學名：Notropis spectrunculus），為輻鰭魚綱鯉形目雅羅魚科的其中一種，分布於北美洲美國維吉尼亞州、北卡羅萊那州、田納西州與喬治亞州的田納西河上游流域，本魚呈長橢圓形且側扁，眼大、口近下位，體長可達7.9公分，棲息在高低差、沙石底質的溪流、深潭，生活習性不明。